# Michel Andrieux
Michel Andrieux (Bergerac, 28 aprile 1967) è un ex canottiere francese.

## Palmarès
- Giochi olimpici

Atlanta 1996: bronzo nel due senza.
Sydney 2000: oro nel due senza.
- Mondiali

Račice 1993: oro nel quattro senza.
Indianapolis 1994: argento nel due senza.
Tampere 1995: bronzo nel quattro senza.
Aiguebelette-le-Lac 1997: oro nel due senza.
Saint Catharines 1999: argento nel due senza.